# 河野正義
河野 正義（こうの まさよし、1879年（明治12年）7月12日 - 1944年（昭和19年）11月18日）は、明治から昭和前期の著述家、実業家、政治家。衆議院議員、大日本国民中学会創立者。

## 経歴
茨城県行方郡、のちの武田村（北浦村、北浦町を経て現行方市）で、農業・河野清次の二男として生れた。小学校卒業後、家庭の事情で進学できず独学で学んだが、当時は適当な講義録がなかったため相当な困難を覚えていた。
1900（明治33年）に上京して出版社に勤務。商用で長野県から東北地方に向かい、秋田県のある寒村で一夜を酒屋で過ごした際に、隣の部屋で高等小学校卒の少年たちが中学講義録で独習をしていたが「此の講義録は非常に六ケ敷くて到底自分等には解しかねる。斯の如き寒村にては質問する先生もないから実に困つて居る、東京にはまだ外に何か好い講義録はないか」と話しているのを聞いて、自身の経験もあり分かりやすい講義録を提供しようと決意した。その後準備を進め、1902年（明治35年）に大日本国民中学会を設立し、尾崎行雄が会長となり河野が幹事に就任した。
また、社会教育のため財団法人公民教育会を設立して理事長に就任し、高等予備学校を創立して校長に就任した。駿河台郵便局長も務めた。
1915年（大正4年）3月、第12回衆議院議員総選挙で茨城県郡部から立憲同志会所属で出馬して初当選。その後、第16回総選挙まで3回再選され、第一控室会などに所属して衆議院議員に通算4期在任した。この間、衆議院請願委員、同決算委員、茨城県憲政会支部長なども務めた。
実業界では、関東窒素社長、日本食料品社長、国民印刷社長、大日本特殊肥料取締役などを務めた。

## 国政選挙歴
- 第12回衆議院議員総選挙（茨城県郡部、1915年3月、立憲同志会）当選[13]
- 第13回衆議院議員総選挙（茨城県郡部、1917年4月、立憲国民党）当選[14]
- 第14回衆議院議員総選挙（茨城県第2区、1920年5月、憲政会公認）次点落選[15]
- 第15回衆議院議員総選挙（茨城県第2区、1924年5月、憲政会公認）当選[16]
- 第16回衆議院議員総選挙（茨城県第1区、1928年2月、立憲民政党公認）当選[17]

## 著作
- 編『三人叢書』東京国民書院、1908年。
- 編『家庭教師：第3-6学生』家庭教育社、1912年。
- 編『武士道之典型乃木大将』東京国民書院、1913年。
- 編『婦人宝鑑最新家庭全書』東京国民書院、1914年。
- 編『贈位功臣言行録』国民書院、1916年。
- 河野他『宮城拝観の栞：附録・明治神宮』大日本国民中学会、1922年。